# Марія Педурару
Марія Педурару (5 жовтня 1970) — румунська академічна веслувальниця.
Срібна призерка Олімпійських Ігор 1992 року в складі вісімки.
Бронзова призерка Чемпіонату світу 1991 року в складі вісімки.